# Hipocímenon
L'hipocímenon (del grec ὑποκείμενον, hypokéimenon) és un terme emprat en metafísica que significa 'allò subjacent', traduït de vegades en llatí com subiectum, que passa al català com a subjecte.
Quan es parla d'hipocímenon es parla de la teoria substancial que persisteix en quelcom a través de qualsevol canvi; n'és l'essència bàsica. D'acord amb la definició d'Aristòtil en categories, l'hipocímenon és quelcom que es pot predicar per altres coses, però no es pot predicar per altres persones.
L'existència del substrat material fou teoritzada per John Locke amb semblança conceptual a la substància de Baruch Spinoza i el concepte de noümen.
Locke teoritzà aquest concepte quan totes les propietats sensibles fossin abstretes de l'objecte, com ho són el color, el pes, la densitat o el gust, i continuaren sent quelcom de més respecte de les propietats adherides, cosa que permetria a l'objecte l'existència independent de les propietats sensibles que es manifesta en l'observador. Locke veié aquest ingredient ontològic com necessari si volíem ser capaços de considerar objectes a tota existència independent de la nostra ment. El substrat material mostra una dificultat idealista en Locke, com ho és la seva naturalesa existencial que pot no ser directament probable en la manera que defensa l'empirisme (prova per exhibició experimental). Tanmateix, ell creia que les raons filosòfiques eren prou fortes perquè l'experiència fos aprovada.
L'existència del substrat fou negada per George Berkeley, que manté que un objecte consisteix en res més que aquelles propietats sensibles que l'objecte manifesta, i aquestes propietats només existeixen en l'acte de la percepció sobre elles.